# Cristóbal Despuig
Cristóbal Despuig, también como Cristòfor y Cristofol, (Tortosa, 12 de noviembre de 1510 - Tortosa, agosto de 1574) fue un escritor en lengua catalana y humanista español.

## Biografía
Pertenecía a una de las principales familias de la nobleza tortosina. Cristóbal Despuig refleja lo que entendemos por «un hombre del Renacimiento»: fue un caballero de formación cortesana que, después de numerosas querellas hacia sus actos caballerescos, ejerció un cargo político en la gobernación de la Tortosa del siglo XVI, pues se le considera un personaje crítico y a la vez activista. Sus padres, Joan Despuig (que era procurador jefe de la ciudad) y Francesca (hija de Berenguer Pinyol, doctor en leyes), pertenecían a la oligarquía de la ciudad. Cristóbal fue educado en un ambiente cortesano, con preceptores particulares, como era habitual entre la nobleza, probablemente en la casa valenciana del conde de Aitona, Juan de Moncada (a cuyo hijo dedicó los Coloquios). Su educación fue la propia de un caballero de la época.
En 1530 se casó con Mariana Curtó, con la que tuvo tres hijas. Durante esa época, los Despuig se relacionaban con algunas de las personalidades más importantes de Tortosa y aun del Principado. En 1549 Cristóbal Despuig sabemos que era procurador general de la baronía de Carlos y Alfara por la ciudad de Tortosa, y que en 1557 ya había sido armado caballero. Sin embargo, a partir de 1563 ya hay no más datos del autor, y se cree que hacia 1580 ya había fallecido.

## Obra

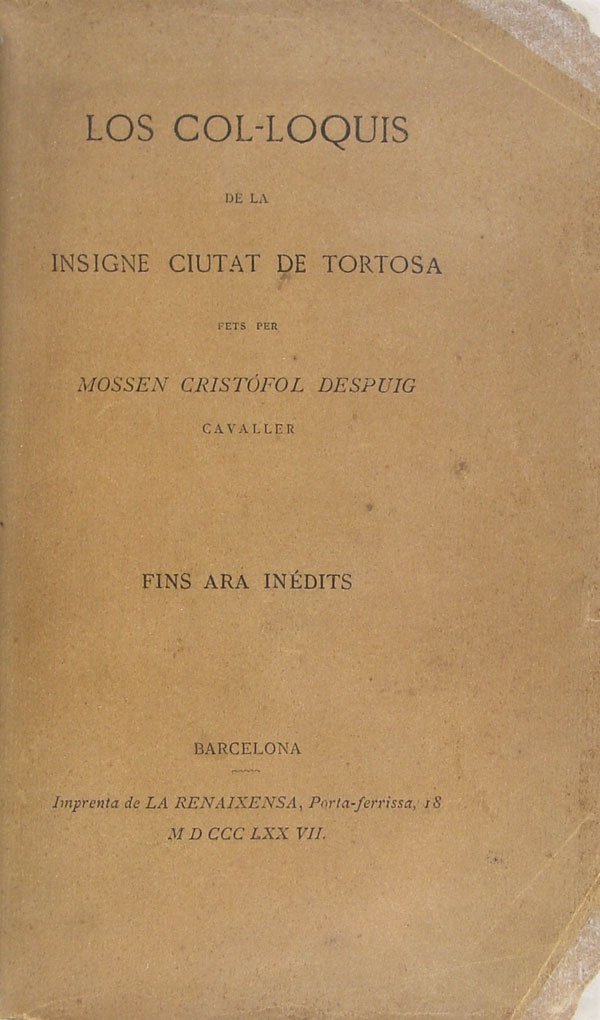
Imagen de la portada de "Los coloquios de la insigne ciudad de Tortosa" (1557) de Cristóbal Despuig

Es autor de Los col·loquis de la insigne ciutat de Tortosa (Los coloquios de la insigne ciudad de Tortosa), datados en 1557, la obra en catalán en prosa más interesante del siglo XVI. Se organiza en seis coloquios que mantienen, por un lado, el ciudadano Fabio y el caballero Libio (que representa al autor), y por la otra, el caballero valenciano Pere, a quien muestran los problemas y las bellezas de Tortosa. El estilo de esta obra es directo y desenvuelto y a menudo incorpora adagios y frases hechas. Escrita en forma dialogada (género típico del Renacimiento), pretende hacer historia de Tortosa, y de paso escribir sobre las cosas de Cataluña. Estas historias de carácter pretendidamente localista que esconden una ambición mucho más general, son habituales en la época: es el caso, también, del Libro de las grandezas de Tarragona (1573) de Lluís Pons de Icart o el de los Discursos históricos de la fundación y número de la ciudad de Barcelona (1633) de Rafael Cervera, entre otros. Célebre es su frase alertando del peligro que Castilla quería apropiarse del nombre «España», porque desde los tiempos de los romanos Hispania (geografía) era la denominación de lo que hoy en día llaman península ibérica.

## Patrimonio literario
A través de Los coloquios de la Insigne ciudad de Tortosa podemos conocer la Tortosa del siglo XVI:
El primer escenario es la calle Rosa, que es el lugar donde debemos ubicar la casa de Lúcio y donde se desarrolla el quinto coloquio. A continuación se encuentra el Palacio Despuig que era propiedad suya, conseguido por Roger Despuig, al conquistar y es donde desarrolla el quinto coloquio. A continuación se encuentra el palacio de los Oliver de Boteller donde se realiza el encuentro entre Fàbio y Lúcio con don Pedro al inicio del primer coloquio. También habla del Puente de las Barcas y el Cappont, que es el lugar por donde se llega a la ciudad. La noche anterior al primer coloquio, don Pedro llega y duerme en una de las posadas que había en el lado derecho del río. Al día siguiente atraviesa el río y entra en Tortosa. Más adelante, menciona el Palacio Episcopal, que ya salió en el primer coloquio, permitía que los clérigos («los coronados, los tonsurados») fueran juzgados por los tribunales civiles y no eclesiásticos. Luego se encuentra la catedral y pasan por la única puerta que en esa época estaba abierta. Sigue hablando de la costa del azud y del castillo de la Suda, desde donde presenta las murallas. Tortosa era una ciudad amurallada que, como dice Despuig, «pasan los cinco mil pasos». Pasa de las murallas en la Torre Túbal para hablar de la Torre d'en Corder. Despuig era propietario de esta torre y de las fincas que pertenecían a ella. En el sexto coloquio describe las maravillas de Tortosa y una de ellas son las fincas tan ricas y ubérrimas. Habla también de la arquitectura, del motivo de la construcción y de las enseñanzas medievales impartidas en los Reales Colegios. En este cuarto coloquio, situado en los Reales Colegios, uno de los temas lo expone Fàbio en su condición de ciudadano y habla sobre las obras de mejora de la ciudad. Por último, hace referencia al Portal del Romeu, aquí se desarrollaba parte de la defensa de Tortosa, después de haberla conquistado los cristianos, ya que los moros querían recuperarla.